# Les Noces barbares (film)
Pour les articles homonymes, voir Les Noces barbares.
Pour plus de détails, voir Fiche technique et Distribution.
Les Noces barbares est un film français adapté du roman de Yann Queffélec, réalisé par Marion Hänsel et sorti en 1987.

## Synopsis
Fille de boulangers de Peilhac, Nicole Blanchard, 13 ans tombe enceinte, violée par des soldats américains. Son enfant, Ludo sept ans, vit chez ses grands-parents, caché dans un grenier, délaissé.

## Fiche technique
- Productrice : Marion Hänsel
- Scénario original : Yann Queffélec
- Scénariste : Marion Hänsel
- Ingénieur du son : Henri Morelle
- Directeur de la photographie : Walther van den Ende
- Compositeur : Frédéric Devreese
- Monteuse : Susana Rossberg
- Superviseur des effets visuels : Véronique Mélery
- Sociétés de production : Flach Film, Man's Films, TF1 Films Production

## Distribution
- Thierry Frémont : Ludo, adolescent
- Marianne Basler : Nicole Bossard
- Yves Cotton : Ludo, enfant
- Marie-Ange Dutheil : Mademoiselle Rakoff
- André Penvern : Micho
- Frédéric Saurel : Tatave